# Les Gloires de Marie

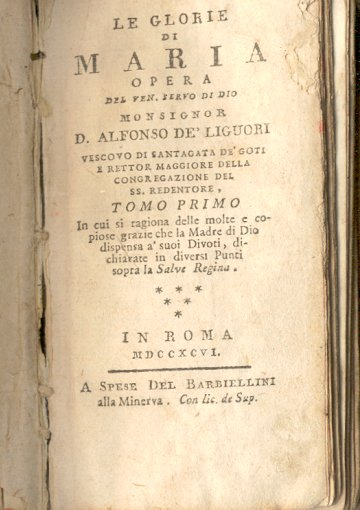
Les gloires de Marie, édition de 1796.

Les Gloires de Marie (Le glorie di Maria) est un ouvrage dogmatique de mariologie composé en 1750 par saint Alphonse-Marie de Liguori, docteur de l'Église.

## Histoire
L'ouvrage est écrit à une époque où le jansénisme rencontrait encore un grand écho. Les jansénistes étaient critiques envers la dévotion mariale, et la diffusion du livre s'explique par le climat polémique autour de cette question.

## Description

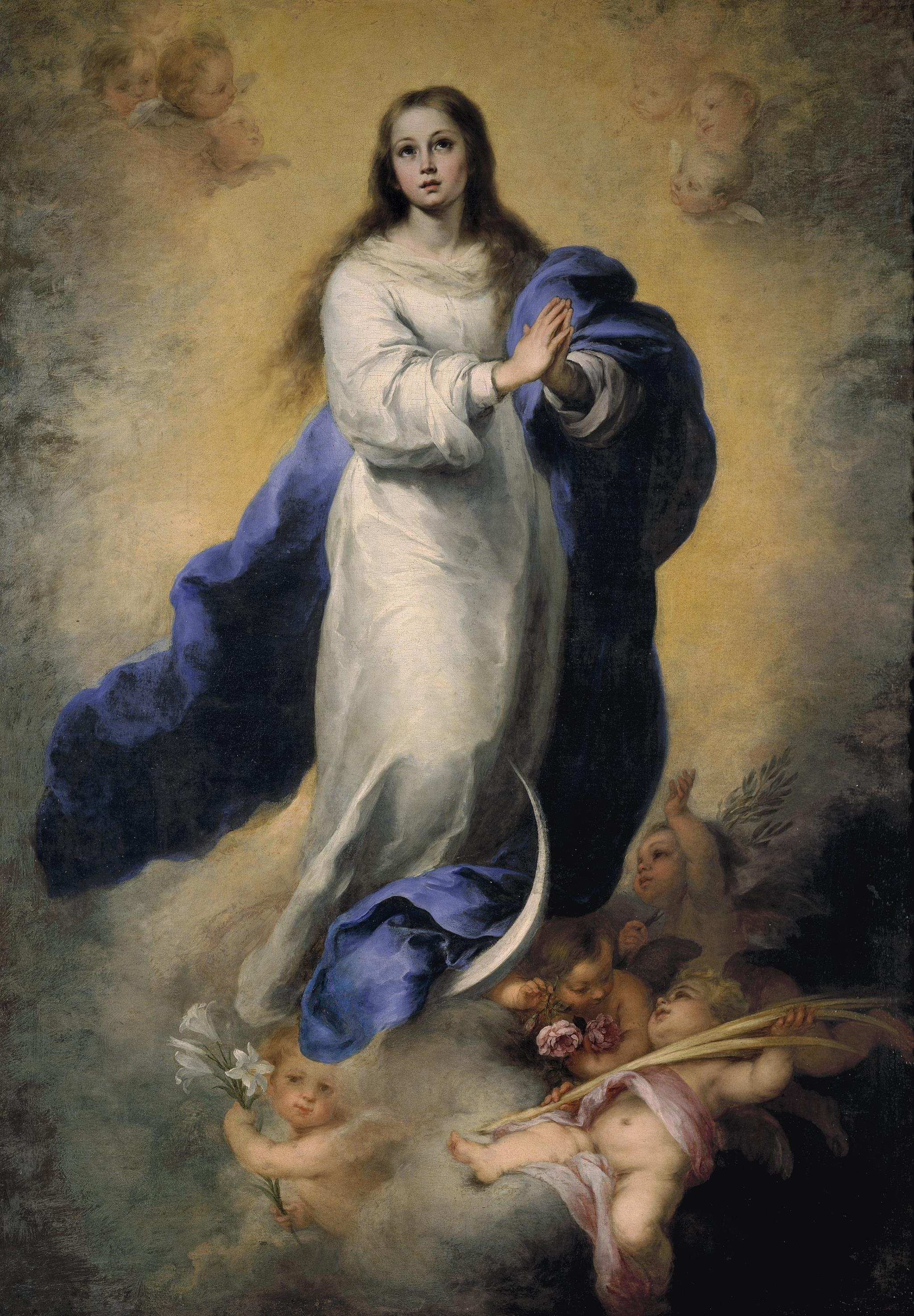
L'Immaculée Conception de Murillo (entre 1660 et 1665)

Ce livre réunit de nombreuses citations concernant la dévotion envers la Bienheureuse Vierge Marie de la part des Pères de l'Église et des Docteurs de l'Église avec les propres points de vue de l'auteur à propos de la vénération de Marie. Il comprend aussi des exemples et des prières mariales
La première partie du livre traite du Salve Regina et explique comment Dieu a donné Marie à l'humanité comme « Porte du Ciel ». À ce propos, Alphonse de Liguori cite saint Bonaventure:
« Saint Bonaventure ajoute que Marie est dite porte du Ciel, parce que personne ne peut entrer au Ciel s'il ne passe par Marie qui en est la porte. »
La seconde partie traite dans son premier chapitre des principales fêtes mariales: l'Immaculée Conception, la Nativité, la Présentation au Temple, l'Annonciation, la Visitation, la Purification, l'Assomption et les Douleurs de Marie. Le deuxième chapitre se concentre sur les Sept Douleurs de Marie, expliquant que ce « martyre prolongé » est au-dessus de tous les martyres. Le troisième chapitre détaille les dix vertus de Marie, tandis que le quatrième expose diverses dévotions mariales, prières et méditations. Un appendice est dédié à défendre le rôle de Marie comme médiatrice de toutes les grâces.

## Source de la traduction
- (it) Cet article est partiellement ou en totalité issu de l’article de Wikipédia en italien intitulé « Le glorie di Maria » (voir la liste des auteurs).